# Kronjo (plaats)
Kronjo is een bestuurslaag in het regentschap Tangerang van de provincie Banten, Indonesië. Kronjo telt 7607 inwoners (volkstelling 2010).